# Zapasy na Letnich Igrzyskach Olimpijskich 1972 – kategoria do 52 kg w stylu wolnym
Zmagania mężczyzn do 52 kg to jedna z dziesięciu męskich konkurencji w zapasach w stylu wolnym rozgrywanych podczas Letnich Igrzysk Olimpijskich 1972. Pojedynki w tej kategorii wagowej odbyły się w dniach 27 – 31 sierpnia.

## Zasady[1]
Punktacja opierała się na systemie "złych punktów karnych". Zwycięzca otrzymywał zero punktów za wygraną przez "tusz" (łopatki) lub dyskwalifikację; pół punktu za przewagę techniczną, a jeden za zwycięstwo na punkty. Dwa punkty przyznawano za remis, a dwa i pół za remis i pasywność. Za porażkę na punkty zawodnik otrzymywał trzy punkty. Przegrana przez przewagę techniczną skutkowała 3,5 punktami karnymi, a za łopatki lub dyskwalifikację przyznawano 4 punkty karne. Uzyskanie sześciu lub więcej punktów eliminowało zapaśnika z turnieju. Najlepsza trójka walczyła w rundzie finałowej.

## Klasyfikacja[2]
| Pozycja | Nazwisko            | Kraj              |
| ------- | ------------------- | ----------------- |
| 1       | Kiyomi Katō         | Japonia           |
| 2       | Arsen Ałachwerdijew | ZSRR              |
| 3       | Kim Gwong-hyong     | Korea Północna    |
| 4       | Sudesh Kumar        | Indie             |
| 5       | Petre Ciarnău       | Rumunia           |
| 6       | Gordon Bertie       | Kanada            |
| 7       | John Kinsella       | Australia         |
| 7       | Henrik Gál          | Węgry             |
| 9       | Ali Rıza Alan       | Turcja            |
| 10      | Vincenzo Grassi     | Włochy            |
| 11      | Kim Young-jun       | Korea Południowa  |
| 11      | Andrzej Kudelski    | Polska            |
| 13      | Dordżdzowdyn Ganbat | Mongolia          |
| 14      | Jimmy Carr          | Stany Zjednoczone |
| 15      | Florentino Martínez | Meksyk            |
| 16      | Baju Baew           | Bułgaria          |
| 17      | Miguel Alonso       | Kuba              |
| 18      | Mohammad Arref      | Afganistan        |
| 18      | Mario Sabatini      | RFN               |
| 20      | Pedro Piñeda        | Gwatemala         |
| 20      | Wanelge Castillo    | Panama            |
| 22      | Willi Bock          | NRD               |
| 22      | Javier León         | Peru              |
| 24      | Mohammad Ghorbani   | Iran              |

## Wyniki

### Pierwsza runda[3]
| Zwycięzca           | Punkty karne | Wynik     | Przegrany         | Punkty karne |
| ------------------- | ------------ | --------- | ----------------- | ------------ |
| Vincenzo Grassi     | 2            | Remis     | Baju Baew         | 2            |
| Dordżdzowdyn Ganbat | 0,5          | Przewaga  | Miguel Alonso     | 3,5          |
| Arsen Ałachwerdijew | 1            | Na punkty | Mohammad Arref    | 3            |
| Kiyomi Katō         | 0            | Łopatki   | Mohammad Ghorbani | 4            |
| Andrzej Kudelski    | 0            | Łopatki   | Wanelge Castillo  | 4            |
| Gordon Bertie       | 0            | Łopatki   | Javier León       | 4            |
| Kim Young-jun       | 0            | Łopatki   | Jimmy Carr        | 4            |
| Sudesh Kumar        | 1            | Na punkty | Ali Rıza Alan     | 3            |
| Henrik Gál          | 0            | Łopatki   | Willi Bock        | 4            |
| Florentino Martínez | 1            | Na punkty | Mario Sabatini    | 3            |
| Petre Ciarnău       | 1            | Na punkty | Kim Gwong-hyong   | 3            |
| John Kinsella       | 0,5          | Przewaga  | Pedro Piñeda      | 3,5          |

### Druga runda[4]
| Zwycięzca           | Punkty karne | Wynik       | Przegrany           | Punkty karne |
| ------------------- | ------------ | ----------- | ------------------- | ------------ |
| Baju Baew           | 2            | Pasywność   | Dordżdzowdyn Ganbat | 4,5          |
| Vincenzo Grassi     | 3            | Na punkty   | Miguel Alonso       | 6,5          |
| Kiyomi Katō         | 0            | Łopatki     | Mohammad Arref      | 7            |
| Arsen Ałachwerdijew | 1,5          | Przewaga    | Wanelge Castillo    | 7,5          |
| Gordon Bertie       | 1            | Na punkty   | Andrzej Kudelski    | 3            |
| Jimmy Carr          | 4            | Łopatki     | Javier León         | 8            |
| Sudesh Kumar        | 1            | Łopatki     | Kim Young-jun       | 4            |
| Ali Rıza Alan       | 3            | Łopatki     | Willi Bock          | 8            |
| Henrik Gál          | 0            | Łopatki     | Mario Sabatini      | 7            |
| Kim Gwong-hyong     | 3            | Łopatki     | Florentino Martínez | 5            |
| Petre Ciarnău       | 1            | Łopatki     | Pedro Piñeda        | 7,5          |
| John Kinsella       | 0,5          | Bez walki   |                     |              |
| Mohammad Ghorbani   |              | Wycofał się |                     |              |

### Trzecia runda[5]
| Zwycięzca           | Punkty karne | Wynik       | Przegrany           | Punkty karne |
| ------------------- | ------------ | ----------- | ------------------- | ------------ |
| Vincenzo Grassi     | 4            | Na punkty   | John Kinsella       | 3,5          |
| Arsen Ałachwerdijew | 2,5          | Na punkty   | Dordżdzowdyn Ganbat | 7,5          |
| Kiyomi Katō         | 0            | Łopatki     | Andrzej Kudelski    | 7            |
| Gordon Bertie       | 1            | Łopatki     | Jimmy Carr          | 8            |
| Ali Rıza Alan       | 4            | Na punkty   | Kim Young-jun       | 7            |
| Sudesh Kumar        | 1            | Łopatki     | Florentino Martínez | 9            |
| Kim Gwong-hyong     | 4            | Na punkty   | Henrik Gál          | 3            |
| Petre Ciarnău       | 1            | Bez walki   |                     |              |
| Baju Baew           |              | Wycofał się |                     |              |

### Czwarta runda[6]
| Zwycięzca           | Punkty karne | Wynik    | Przegrany       | Punkty karne |
| ------------------- | ------------ | -------- | --------------- | ------------ |
| Petre Ciarnău       | 1,5          | Przewaga | John Kinsella   | 7            |
| Arsen Ałachwerdijew | 2,5          | Łopatki  | Vincenzo Grassi | 8            |
| Kiyomi Katō         | 0,5          | Przewaga | Gordon Bertie   | 4,5          |
| Sudesh Kumar        | 1            | Łopatki  | Henrik Gál      | 7            |
| Kim Gwong-hyong     | 4,5          | Przewaga | Ali Rıza Alan   | 7,5          |

### Piąta runda[7]
| Zwycięzca           | Punkty karne | Wynik     | Przegrany     | Punkty karne |
| ------------------- | ------------ | --------- | ------------- | ------------ |
| Arsen Ałachwerdijew | 4,5          | Remis     | Petre Ciarnău | 3,5          |
| Kiyomi Katō         | 1,5          | Na punkty | Sudesh Kumar  | 4            |
| Kim Gwong-hyong     | 4,5          | Na punkty | Gordon Bertie | 7,5          |

### Szósta runda[8]
| Zwycięzca           | Punkty karne | Wynik     | Przegrany     | Punkty karne |
| ------------------- | ------------ | --------- | ------------- | ------------ |
| Kiyomi Katō         | 1,5          | Łopatki   | Petre Ciarnău | 7,5          |
| Arsen Ałachwerdijew | 5,5          | Na punkty | Sudesh Kumar  | 7            |
| Kim Gwong-hyong     | 4,5          | Bez walki |               |              |

### Runda finałowa[9]
| Zwycięzca           | Punkty karne | Wynik     | Przegrany           | Punkty karne |
| ------------------- | ------------ | --------- | ------------------- | ------------ |
| Arsen Ałachwerdijew | 2            | Remis     | Kim Gwong-hyong     | 2            |
| Kiyomi Katō         | 1            | Na punkty | Kim Gwong-hyong     | 5            |
| Kiyomi Katō         | 2            | Na punkty | Arsen Ałachwerdijew | 5            |